# فونتيجريكا
فونتيجريكا، (بالإنجليزية: Fontegreca)‏، (كامبانيا:Fossacèca)، هي (بلدية) في مقاطعة كازيرتا في إقليم كامبانيا الإيطالي، وتقع على بعد حوالي 70 كم (43 ميل) شمال نابولي وحوالي 45 كم (28 ميل) شمال غرب كازيرتا.

## السكان
في سنة 1861 بلغ عدد السكان 954 نسمة، وتطور العدد ليصل في سنة 2011 لـ 849 نسمة.
يظهر هذا المخطط البياني تطور النمو السكاني لـ فونتيجريكا